# Agonum sierranum
Agonum sierranum är en skalbaggsart som beskrevs av Thomas Casey. Agonum sierranum ingår i släktet Agonum och familjen jordlöpare. Inga underarter finns listade i Catalogue of Life.